# 1956年12月自由民主党総裁選挙
1956年12月自由民主党総裁選挙（1956ねんじゆうみんしゅとうそうさいせんきょ）は、1956年（昭和31年）12月14日に行われた日本の自由民主党の党首である総裁の選挙である。

## 概要
1955年11月の結党以来、初めて本格的に実施された総裁選である。1956年11月2日に初代総裁の鳩山一郎が辞任を表明したことを受けて行われた。石橋湛山、石井光次郎、岸信介の3名が立候補を表明、岸が他の2人をリードしていた。結党間もない自民党にとって総裁選は党分裂に繋がると危惧され、話し合い選出が試みられたが不調に終わり、激しい選挙戦に突入した。
この総裁選でキーマンとなったのは、石橋擁立の中心人物であった三木武夫と、石井派に加担した池田勇人であった。改進党など中道政党を渡り歩いてきた三木は石橋の自由主義、民主主義、国際主義、そして平和主義者としての姿勢に感銘を受け、一方で旧戦争犯罪人（A級戦犯容疑者・不起訴）の岸への支持には消極的であった。三木は春口から早くも旧改進党の議員を石橋でまとめるよう工作しており、11月13日の旧改進党の有力議員の協議においても、参加者の大半はは石橋支持で固まった。旧改進党系議員の多くは岸に強く反対しており、12月1日の旧改進党系の会合では、岸総裁となれば脱党する方針まで確認された。三木は旧自由党系にも触手を伸ばし、吉田系を中心に石橋支持を広めた。総裁選開始当初、石橋は岸、石井に及ばず3位に甘んじるとの見方が大勢であったが、三木や石田博英らの活躍によって鳩山政権下での反主流派の糾合に成功し、急速に支持を拡大した。また三木は当時、資金調達面でも優れた能力を発揮しており、石橋陣営の活動資金調達にも大きな役割を担ったと見られている。
一方の池田は自由党幹事長を務めた経験があり、文教や財政の専門家は多いが党務の経験者がいなかった石井派から重宝された。池田は自由党時代、岸ら鳩山派の離党によって下野した経験があり、その後保守合同の際には自由党が鳩山率いる日本民主党に合流したようなものであり、実績と較べて鳩山政権内での待遇は良くなかった。そのため、石井に助太刀して鳩山系の岸に一矢報いることを考えていたのである。
そして総裁選前日夜、池田と三木が協議し、もし総裁選が決選投票となった場合は三位候補は二位候補に投票する、いわゆる二位・三位連合が成立した。なお、旧自由党系のつながりで池田は表向きは石井支持派であったが、第一次吉田内閣の大蔵大臣時、石橋は池田を大蔵事務次官に抜擢しており、池田は石橋に対して恩義を感じていた。また石橋と池田はともに積極財政論者であって政策面からも近く、実際には石橋支持で動いており、三木に対しても、「改進党系の君と、自由党系の僕が仲良く手を結ぶことが、保守合同の完成を意味する」と公言していた。そのため、一説には石橋が2位に入るように、池田がわざと石橋に票を回したともいわれている。
1956年（昭和31年）12月14日、第3回自民党大会で行われた総裁選は、第一回投票では予想通り岸が石橋に70票以上の差をつけて第一位となったが、過半数の票獲得には至らなかったため、岸と石橋間で決選投票となり、二、三位連合により石井支持者が石橋に投票したため、わずか7票差で石橋が総裁に当選した。
僅差で敗れた岸は、石橋に対して外務大臣のポストを要求し、自らの支持者に対してもポスト配分を行うよう求めた上で、論功行賞的な人事には協力出来ないとし、党内融和を求める旨表明した。総裁選に辛勝した石橋は役職配分で党内の諸勢力に配慮せざるを得ず、党人事、組閣は難航したが、年末には自民党新執行部、石橋内閣が発足し、池田は大蔵大臣、三木は党幹事長に指名された。なおポスト配分である程度の成果を挙げたと判断した岸は三木に反感を抱きながらも総裁選の結果を受け入れ、自民党から脱党することはなかった。
土壇場で裏切られた石井は池田の相当な寝業師ぶりに気付き池田を決して許さないと言っていたといわれる。また、佐藤は石井を擁した池田と別れ、吉田派を池田と争奪しながら実兄岸を支えた。もと吉田門下として同根の池田派と佐藤派の対立がここから生じた。
現金と空手形が飛び交う選挙戦は、この後の自由民主党総裁選挙のモデルとなって引き継がれることとなった。
こうして、２位・３位連合という劇的な選挙戦を以て内閣総理大臣に就任した石橋だが、翌月に脳梗塞で倒れ、石橋に敗れた岸がわずか2か月後に内閣総理大臣に就任するというさらに予想外の展開となった。

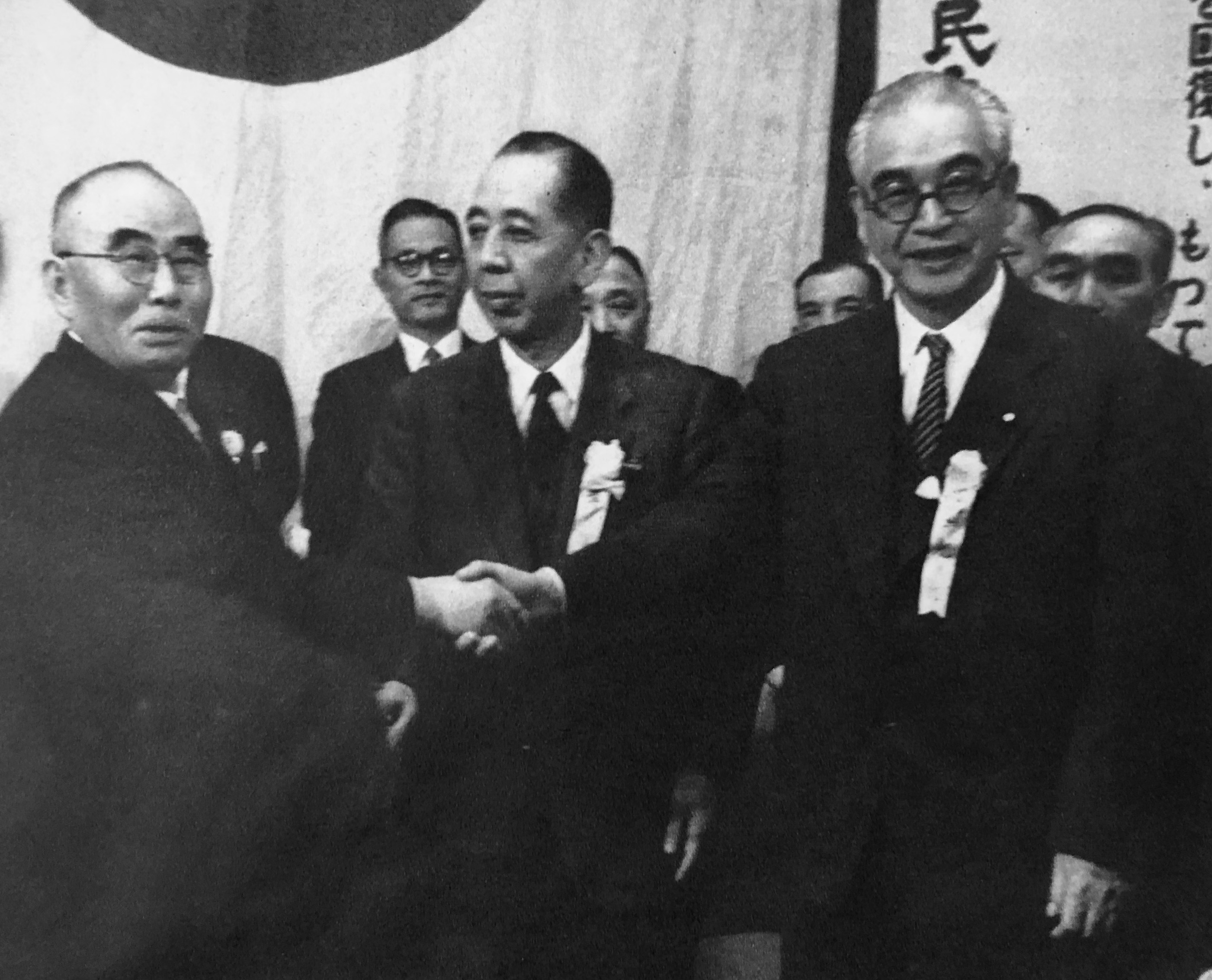
左から石橋湛山、岸信介、石井光次郎
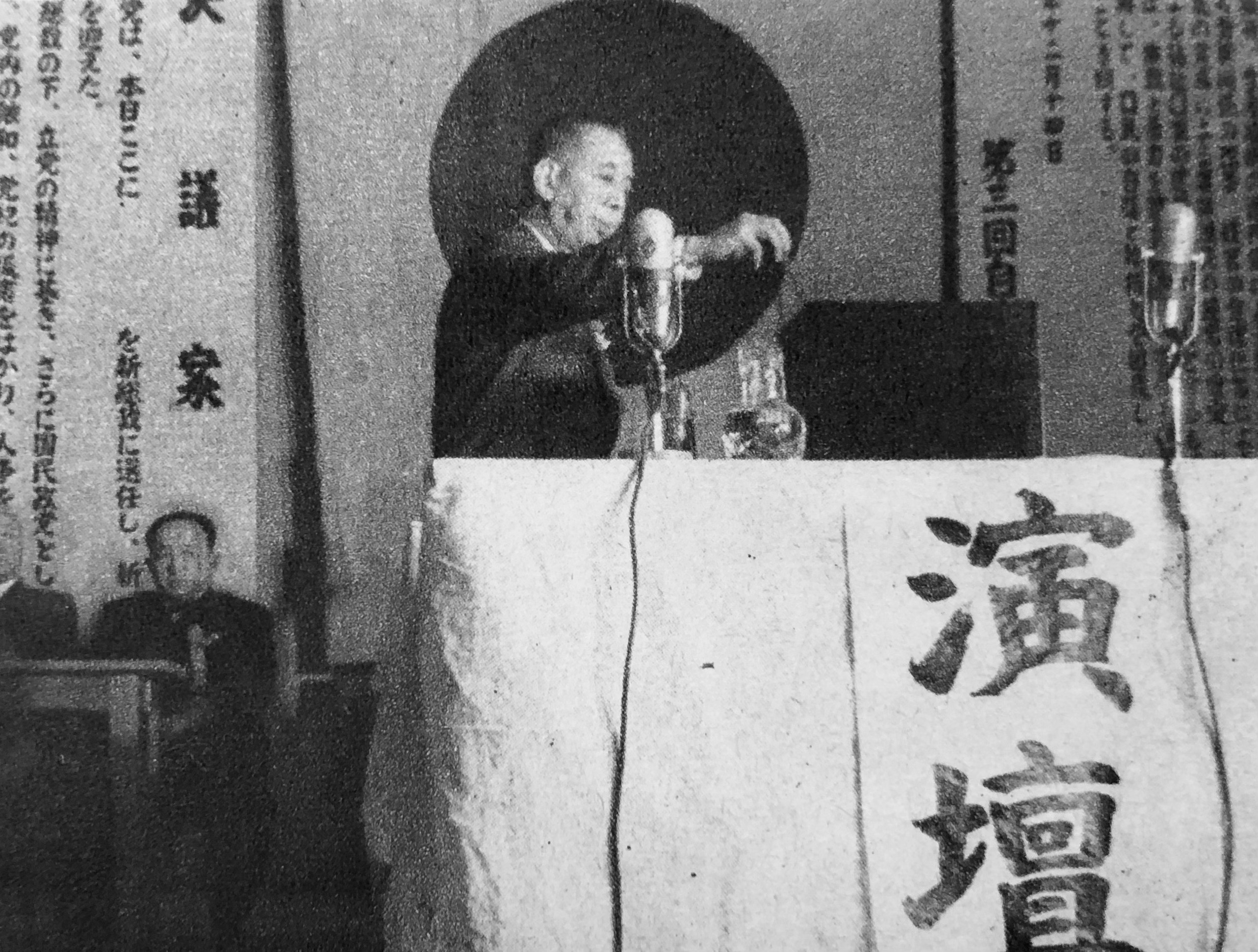
投票箱前の岸
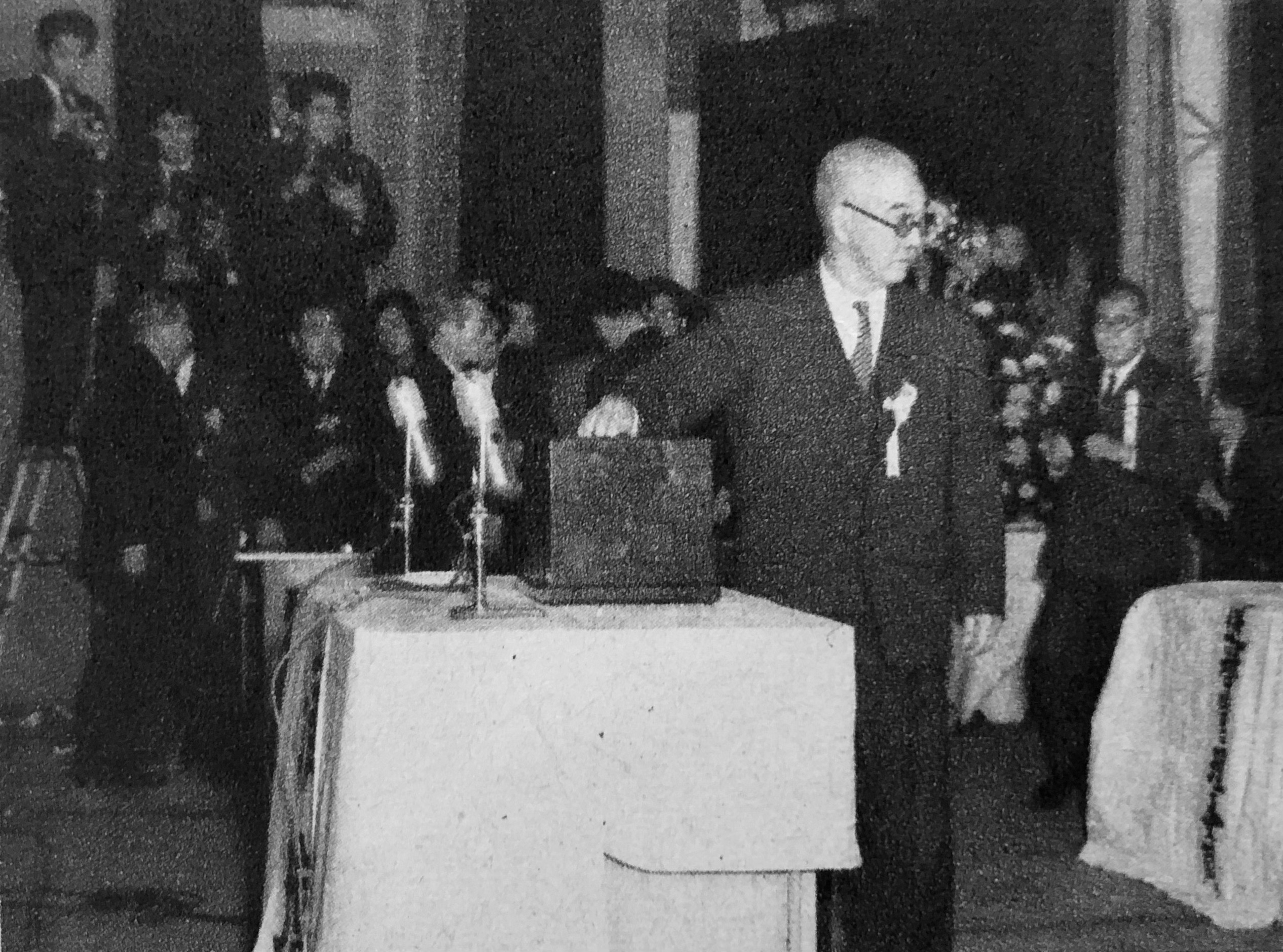
投票箱前の石井
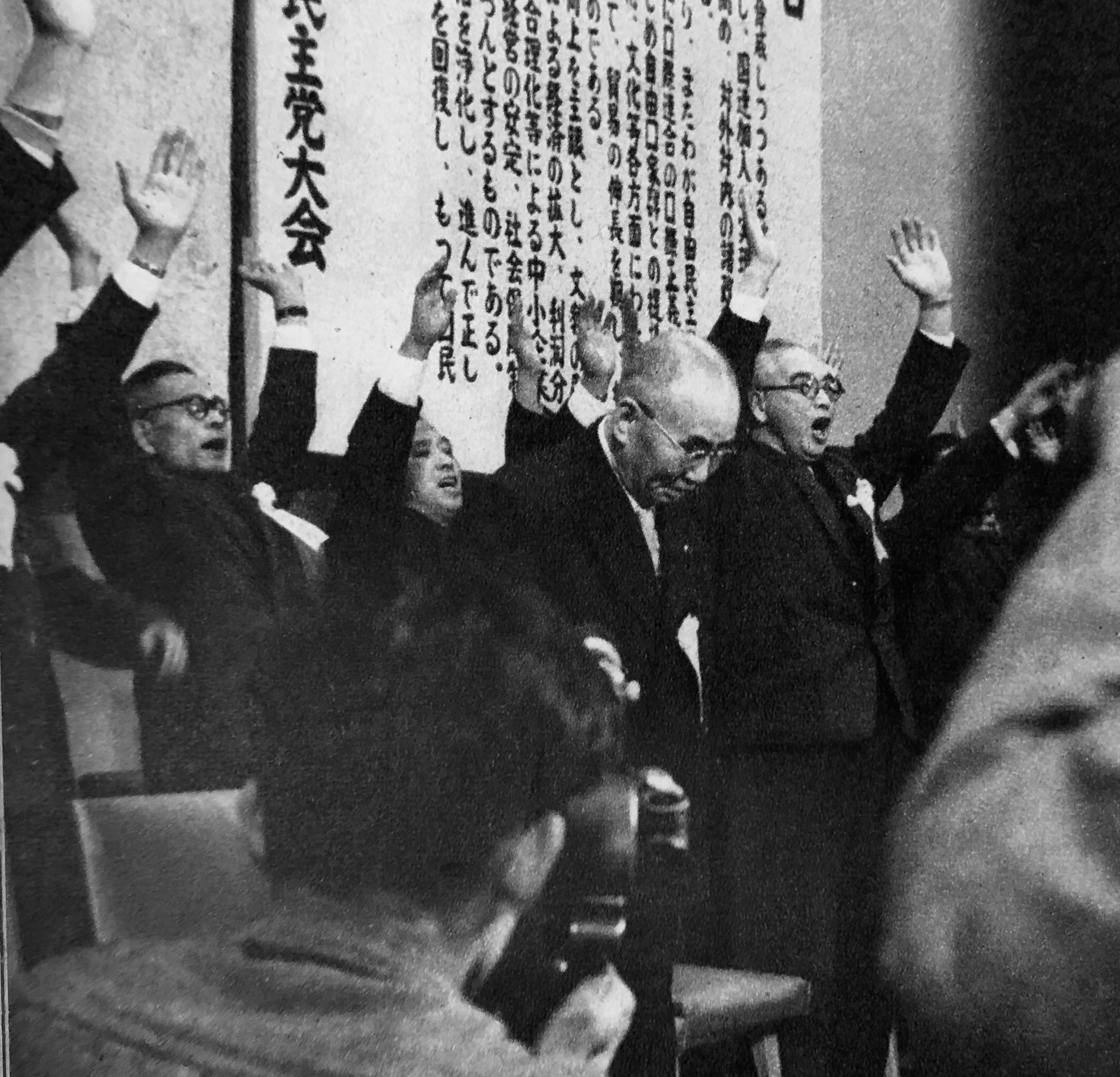
石橋は第2回投票で当選を決めた

## 選挙データ

### 総裁
- 選挙前：鳩山一郎（初代）
- 選挙後：石橋湛山（第2代）

### 投票日
- 1956年（昭和31年）12月14日

第3回党大会にて実施。

### 選挙制度
- 決選投票制

総裁公選規程に基づく公選
投票方法
秘密投票、単記投票、1票制
選挙権
党所属国会議員、党都道府県支部連合会地方代議員
被選挙権
党所属国会議員
有権者
517名
- 党所属衆議院議員：299
- 党所属参議院議員：126
- 地方代議員　　　：092

## 選挙活動

### 候補者
立候補制ではなかったものの、選挙活動した国会議員。
| 岸信介                                                                  | 石橋湛山                                              | 石井光次郎                                                           |
|                                                                         |                                                       |                                                                      |
| 衆議院議員 （3期・山口2区） 商工大臣（1941-1943） 党幹事長（1955-現職） | 衆議院議員 （4期・静岡2区） 通商産業大臣（1954-現職） | 衆議院議員 （4期・福岡3区） 商工大臣（1947） 党総務会長（1955-現職） |
| 十日会 （岸派）                                                         | 火曜会 （石橋派）                                     | 水曜会 （石井派）                                                    |
| 山口県                                                                  | 静岡県                                                | 福岡県                                                               |

## 選挙結果
第1回総裁選から1972年（昭和47年）の第12回総裁選までは立候補制ではなかったため、自民党所属の国会議員への票はすべて有効票として扱われた。

### 候補者別得票数
| 候補者                   | 第1回投票 | 第1回投票 | 第2回投票 | 第2回投票 |
| 候補者                   | 得票数    | 得票率    | 得票数    | 得票率    |
| ------------------------ | --------- | --------- | --------- | --------- |
| 石橋湛山                 | 151       | 29.55%    | 258       | 50.69%    |
| 岸信介                   | 223       | 43.64%    | 251       | 49.31%    |
| 石井光次郎               | 137       | 26.81%    |           |           |
| 総計                     | 511       | 100.0%    | 509       | 100.0%    |
| 有効投票数（有効率）     | 511       | %         | 509       | %         |
| 無効票・白票数（無効率） |           | %         |           | %         |
| 投票者数（投票率）       |           | %         |           | %         |
| 棄権者数（棄権率）       |           | %         |           | %         |
| 有権者数                 |           | 100.0%    |           | 100.0%    |
| 出典：朝日新聞           |           |           |           |           |